# Ololygon brieni
Ololygon brieni é uma espécie de anfíbio da família Hylidae. Endêmica do Brasil, onde pode ser encontrada na Serra do Mar nos estados de São Paulo e Rio de Janeiro.